# Flaming Gorge
Pour l’article homonyme, voir Flaming Gorge National Recreation Area.
Flaming Gorge est une census-designated place située dans le comté de Daggett, dans l’État de l’Utah, aux États-Unis. Sa population s’élevait à 83 habitants lors du recensement de 2010.